# Pirassununga
Pirassununga est une municipalité brésilienne de l'État de São Paulo.
Sa population était estimée à 71 470 habitants en 2009 et elle s'étend sur 727 km².

## Démographie
| Évolution de la population (municipalité) | Évolution de la population (municipalité) | Évolution de la population (municipalité) | Évolution de la population (municipalité) |
| Année                                     | Population                                |                                           | %±                                        |
| ----------------------------------------- | ----------------------------------------- | ----------------------------------------- | ----------------------------------------- |
| 1920                                      | 19 692                                    |                                           |                                           |
| 1940                                      | 22 921                                    |                                           | 16,4%                                     |
| 1950                                      | 26 081                                    |                                           | 13,8%                                     |
| 1960                                      | 27 510                                    |                                           | 5,5%                                      |
| 1970                                      | 37 577                                    |                                           | 36,6%                                     |
| 1980                                      | 44 970                                    |                                           | 19,7%                                     |
| 1991                                      | 56 746                                    |                                           | 26,2%                                     |
| 2000                                      | 64 864                                    |                                           | 14,3%                                     |
| 2010                                      | 70 081                                    |                                           | 8,0%                                      |
| 2022                                      | 73 545                                    |                                           | 4,9%                                      |
| ,                                         |                                           |                                           |                                           |

## Maires
| Période | Période | Identité           | Étiquette | Qualité |
| ------- | ------- | ------------------ | --------- | ------- |
| 2009    | 2012    | Ademir Alves Lindo | PSDB      |         |

## Religion
Le Christianisme est présent dans la ville comme suit:

### Église Catholique
L'église catholique de la commune fait partie du Diocèse de Limeira.

### Église Protestante
Les croyances évangéliques les plus diverses sont présentes dans la ville, principalement pentecôtistes, notamment les Assemblées de Dieu brésiliennes (la plus grande église évangélique du pays),, Congrégation Chrétienne au Brésil, entre autres. Ces dénominations se développent de plus en plus dans tout le Brésil.